# Acraea noharoides
Acraea noharoides är en fjärilsart som beskrevs av Le Doux 1923. Acraea noharoides ingår i släktet Acraea och familjen praktfjärilar. Inga underarter finns listade i Catalogue of Life.